# Patrouille à l'est
Pour plus de détails, voir Fiche technique et Distribution.
Patrouille à l'est (دورية نحو الشرق) est un long métrage algérien réalisé par Amar Laskri sorti en 1971.

## Synopsis
Une patrouille de l'Armée de libération nationale algérienne (ALN), durant la Guerre d'Algérie, doit convoyer un militaire français fait prisonnier, jusqu'à la frontière tunisienne.

## Fiche technique
- Titre original : دورية نحو الشرق
- Titre français : Patrouille à l'est
- Réalisation : Amar Laskri
- Scénario : Mohamed Hadj Smaïn (non crédité mais remercié au générique)
- Durée : 115 minutes
- Production : Office national pour le commerce et l'industrie cinématographique
- Date de sortie :  France : 1971
- Genre : Drame, guerre

## Distribution
- Hacène Benzerari
- Hadj Smaine
- Brahim Haggiag
- Mohamed Hamdi
- Cheikh Nourredine
- Djamel Bensaber

## Accueil
Patrouille à l'est est l'un des films les plus connus d'Amar Laskri : il est qualifié « [d']indétrônable » par le quotidien algérien El Watan, à la mort de ce réalisateur. Une scène du film est devenue « culte », reprise souvent sur internet, aussi bien pour célébrer les combattants algériens que pour tourner en dérision : elle montre un guetteur qui crie « Yaou Alikoum Men Guelma » pour alerter les maquisards algériens des mouvements de l'armée coloniale française; cri repris par d'autres guetteurs en écho.